# Der Blonde (2019)
Der Blonde (Originaltitel: Un rubio) ist ein argentinischer Spielfilm von Marco Berger aus dem Jahr 2019 über zwei heterosexuelle Männer, die zusammenziehen und zu ihrer eigenen Überraschung Gefühle füreinander entwickeln.

## Handlung
Juan lebt in einem Vorort in Buenos Aires und hat viele lockere Beziehungen mit Frauen. Als sein Mitbewohner auszieht, schlägt Juan seinem Arbeitskollegen Gabriel vor, bei ihm einzuziehen. Der stille Gabriel hat eine kleine Tochter, die bei seinen Eltern wohnt, seit ihre Mutter gestorben ist. Alsbald entsteht zwischen den beiden Männern eine intensive körperliche Anziehung. Nach anfänglichen Blicken und Berührungen kommt es zu einem losen sexuellen Arrangement. Während Gabriel bereit dafür zu sein scheint, sich auf eine Liebesbeziehung einzulassen, gerät Juan durch seine Gefühle für Gabriel in einen Identitätskonflikt.

## Kritik
Dennis Harvey bezeichnet den Film in der Variety als zurückhaltendes, berührendes Drama. Auf Gay Essential schreibt Rich Cline, dass Der Blonde vielleicht Marco Bergers bisher bester Film sei. Er lobt die Kameraarbeit von Nahuel Berger sowie das Schauspiel der beiden Hauptdarsteller Gastón Re und Alfonso Barón, durch die sich jeder Moment des Films echt anfühle.

## Veröffentlichung
Der Film wurde erstmals auf dem Mardi Gras Film Festival in Australien gezeigt. Zu den weiteren Festivalstationen zählen das Guadalajara International Film Festival und das Istanbul Film Festival. Die Deutschlandpremiere von Der Blonde fand am 26. August 2019 auf dem queerfilmfestival in Berlin und München statt.